# Magia
La magia è una tecnica che si prefigge di influenzare o dominare gli eventi, i fenomeni fisici e l'essere umano con la volontà; a tal fine la magia può servirsi di atti e formule verbali, come di gesti e rituali appropriati.

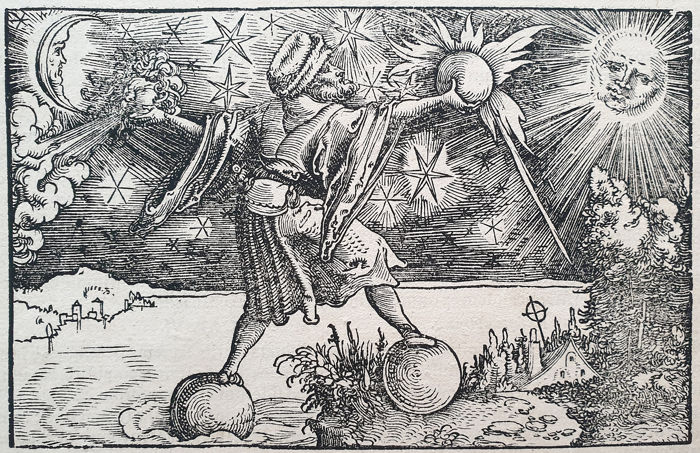
Frontespizio da un'edizione della Naturalis historia di Plinio il Vecchio (1582)

L'etimologia del vocabolo magia (dall'antico persiano "magu": grande, autorevole, importante, potente; in greco μαγεία) deriva dal nome con cui veniva indicata nell'antica Grecia la dottrina praticata dai «Magi» (Μάγοι), i sacerdoti zoroastriani della Persia.

## Storia
Nella maggior parte delle culture antiche e moderne, fin dagli albori della civiltà, sono esistite credenze e pratiche magiche, con caratteristiche sostanzialmente simili anche se formalmente diverse, tipiche non solo dell'occultismo e della stregoneria, ma che formavano un unicum con la scienza e la religione.
Ad alcune scene di pitture del paleolitico superiore trovate nelle caverne francesi sono state attribuite finalità magiche da parte di studiosi come Henri Breuil, al fine ad esempio di ottenere successo nella caccia.

### Antico Egitto

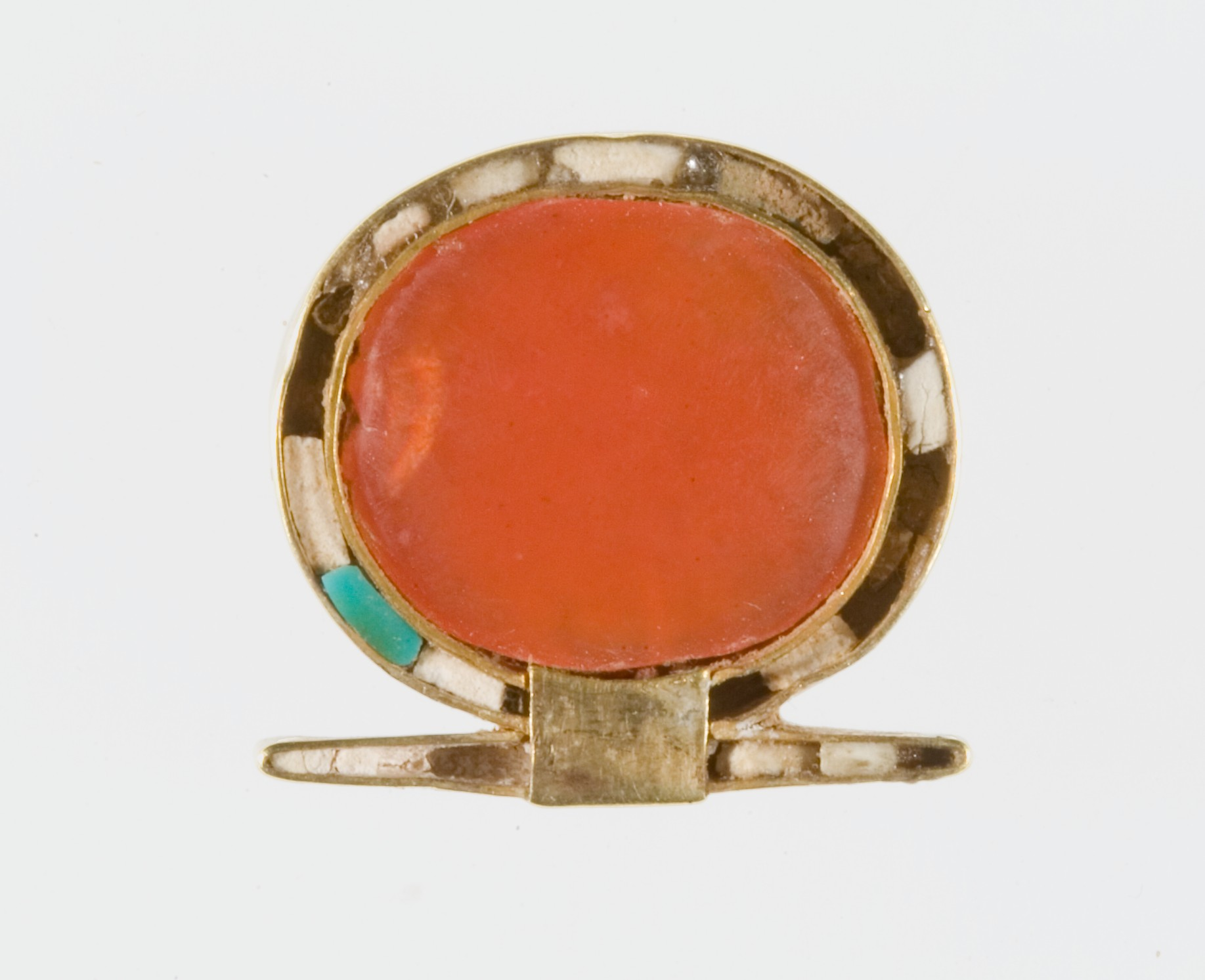
Uno shen, amuleto egizio con funzione protettiva.

La società dell'Antico Egitto è fortemente intrisa di magia e credenze occulte. Nel pantheon egizio, oltre a Uerethekau e Heka, dea della magia, anche Iside e Thot, da cui derivò l'ermetismo, sono caratterizzati da poteri magici. Sono stati trovati molti papiri magici, scritti in greco, copto e demotico, che contengono formule ritenute capaci di prolungare la vita, fornire aiuto in questioni amorose e combattere i mali. È attestata anche la credenza nella cerimonia magica dell'apertura della bocca per mezzo della quale si riteneva possibile conferire un'anima a statuette, utilizzate come controfigure magiche dei defunti.
Il cosiddetto Libro dei morti degli antichi egizi, definito in origine Incantesimi che narrano l'uscita dell'Anima Verso la piena Luce del Giorno, scritto su papiri, muri tombali e sarcofagi, è l'insieme di incantesimi da pronunciarsi per la «...resurrezione dello spirito e il suo ingresso nelle Regioni dell'Al di là». Per gli antichi egizi tutto è animato, per loro il mondo spirituale non impone leggi al mondo fisico, ma, per analogia, così come il volto di una persona è considerato espressione dell'anima, il mondo spirituale si esprime tramite quello fisico. La natura non è inanimata e non sottostà a mere leggi meccaniche, bensì l'espressione della vita passa attraverso varie fasi spirituali che, in questo mondo, vengono rappresentate dalle esperienze fisiche vissute direttamente dall'uomo come una sorta di simboli.
Tutto è animato e vivente, ogni fenomeno, per analogia, esprime la manifestazione di un piano spirituale nel piano fisico. L'analogia è applicata alla posizione degli astri, al simbolismo del colore, alle forme geometriche (ad esempio la figura geometrica della piramide), alle caratteristiche degli animali (zoolatria) e così via ad ogni espressione della vita. Questa civiltà, oltre cinquemila anni fa, è stata quindi crogiolo per la nascita e la codifica dell'astrologia, della teurgia e della negromanzia.

### Antico Medio Oriente
In Mesopotamia, nelle culture sumera, accadica e caldea, come anche in Persia, la terra d'origine dei Magi, si trovano numerose attestazioni di rituali di magia cerimoniale.
Tutte le fonti antiche riportano esempi di pratiche magiche, come:
- l'utilizzo di "parole magiche" che hanno il potere di comandare gli spiriti;
- l'uso di bacchette ed altri oggetti rituali;
- il ricorso a un cerchio magico per difendere il mago contro gli spiriti invocati;
- l'utilizzo di simboli misteriosi o sigilli per invocare gli spiriti;
- l'uso di amuleti che rappresentano l'immagine del demone per esorcizzarlo.

Comunque il più grande apporto culturale del Medio Oriente consisté nell'astrologia: l'osservazione degli astri era non solo magicamente inscindibile dal computo del tempo, ma anche strettamente legata ad ogni evento naturale.

### Mondo greco-romano antico
In Grecia fu Erodoto a coniare il termine «mago» per indicare un sacerdote di una tribù della Persia antica. Dal IV secolo a.C. il vocabolo mageia cominciò ad essere utilizzato per indicare un insieme di dottrine nate dalla commistione di tradizioni arcaiche e le pratiche rituali ereditate dai Persiani. Fu comunque nella koinè culturale ellenistica che ebbe luogo quella fusione dei riti magici con elementi astrologici e alchimistici, che sarà alla base di tutta la speculazione magica dei secoli successivi. Nell'Odissea incontriamo il personaggio della dea Circe, in séguito travisato come «maga Circe», dato che nel mondo omerico e fino alla prima metà del V secolo a.C. non esiste per i Greci il concetto di magia, ma solo di prodigio inteso come intervento divino.
Nella tarda antichità troviamo numerose testimonianze riguardo a rituali di teurgia la cui provenienza è spesso attribuita, dagli stessi teurghi, all'antico Egitto. Verso il III - IV secolo della nostra era compaiono anche trattazioni filosofiche a favore di tale pratica, in particolare per opera del filosofo neoplatonico Giamblico.

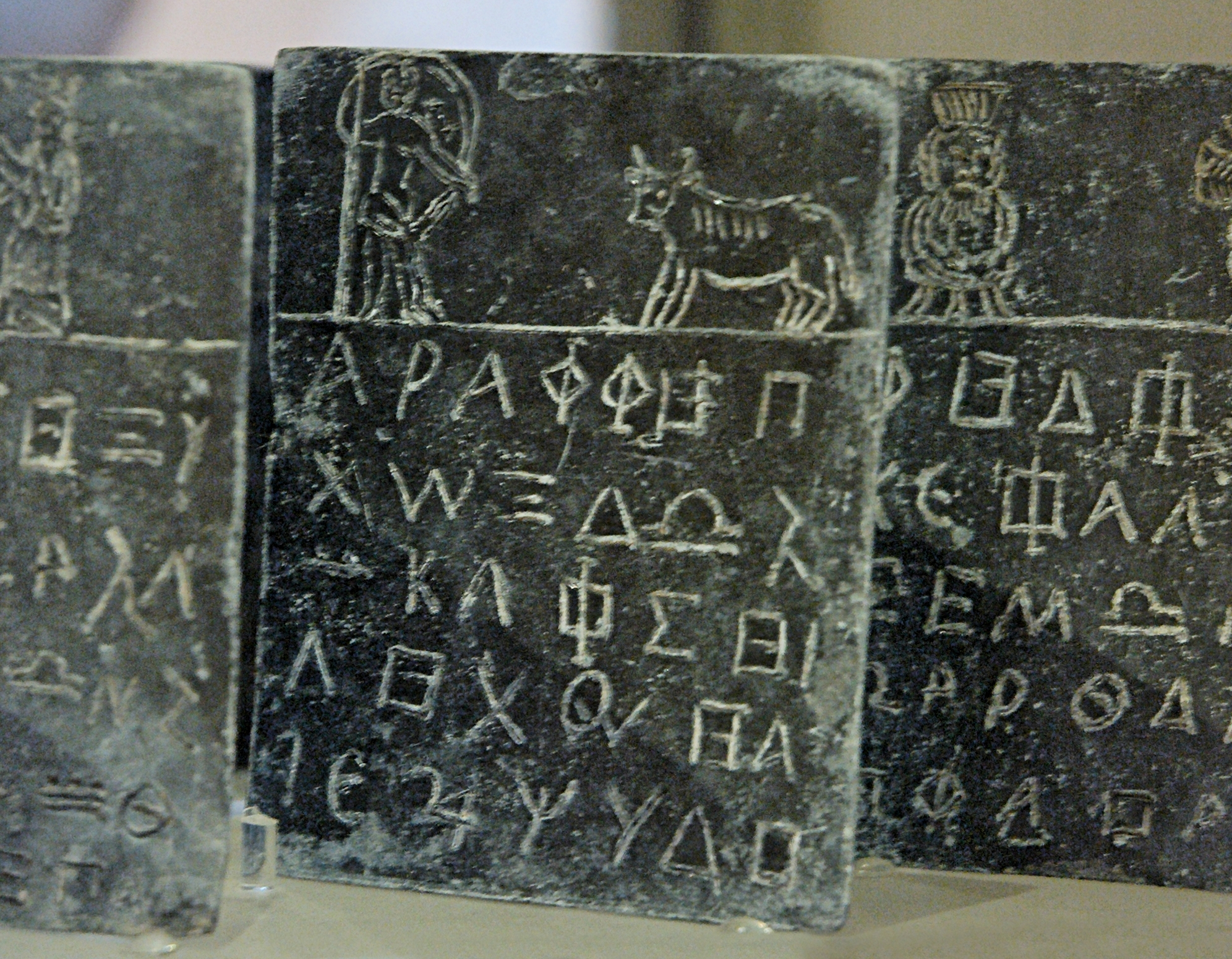
Tabellae defixionum di epoca romana, contenente rituali magici scritti in lettere greche (Museo Nazionale Romano).

Nella letteratura latina si trovano numerose testimonianze relative a tutta una serie di attività occulte. Esperimenti di necromanzia, uccisioni a distanza, animali parlanti, statue che camminano, filtri d'amore, metamorfosi, divinazioni, talismani che curano le malattie, sono solamente alcuni degli oggetti e dei rituali magici adoperati dai maghi che compaiono nelle opere di Orazio, Plinio il Vecchio, Virgilio,, Marco Anneo Lucano Porfirio, ed altri.
Nel panorama letterario di magia latina un posto di prim'ordine spetta a Le metamorfosi (anche conosciuto come L'asino d'oro) di Apuleio. L'opera, l'unico romanzo della letteratura latina pervenutoci intero, si compone di undici libri, nei quali viene narrata la storia di Lucio, un giovane trasformato per magia in asino, che, dopo varie peripezie, ritorna uomo per intercessione della dea Iside. Da ricordare che lo stesso Apuleio fu processato sotto la falsa accusa di aver costretto con la magia una ricca vedova a sposarlo per impadronirsi della dote, mentre in realtà l'aveva fatto per fare un favore al figlio di lei, amico suo, che morì, spingendo i parenti a credere che il suo fosse un elaborato piano per rubargli l'eredità. Riuscì tuttavia a scagionarsi dall'accusa presentando il testamento della vedova, in cui la donna (dietro consiglio dello stesso Apuleio) lasciava tutto al figlio piccolo.
Del resto, nel diritto romano le leggi antiche prevedevano pene severe per quanti utilizzavano mezzi magici per conseguire scopi criminali.

### Medioevo

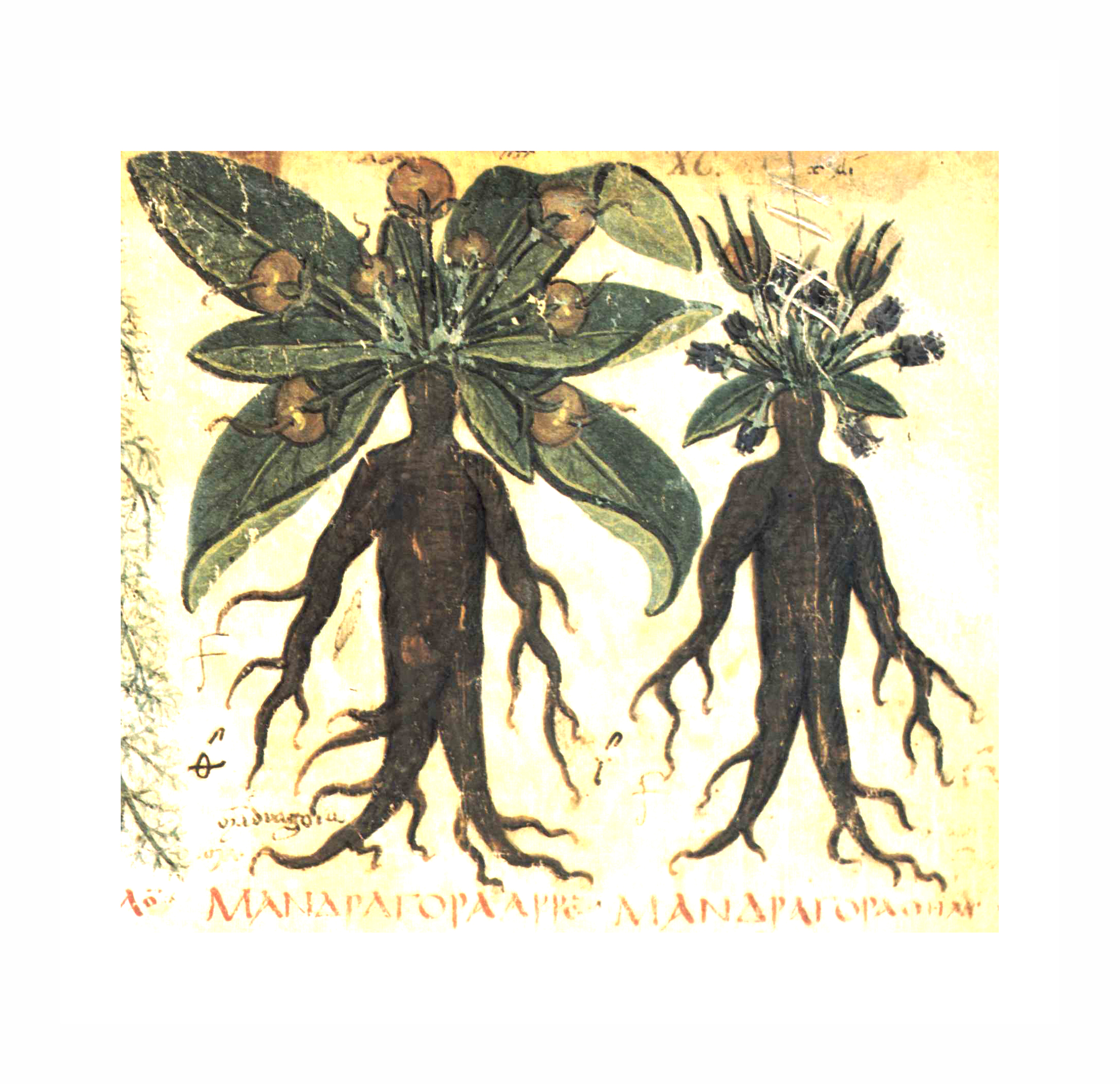
Raffigurazione antropomorfa di una mandragora, ritenuta nel Medioevo un'erba magica dotata di poteri arcani.

Nonostante la polemica antimagica di alcuni scrittori cristiani, come Origene, Sant'Agostino e Tommaso d'Aquino, e l'ostilità della Chiesa nei riguardi delle arti occulte, il substrato culturale della magia medievale ebbe una notevole rilevanza.
Persino il mondo religioso germanico fu prodigo di divinità intrise di doti magiche, come Thor e Odino; anzi lo scopo della magia era quello di liberare le forze occulte possedute dalle potenze superiori.
La produzione letteraria di carattere magico, inizialmente piuttosto scarsa, crebbe progressivamente durante il basso Medioevo, fino a diventare molto ricco soprattutto alle soglie dell'età umanistica, grazie anche alla mediazione di scrittori arabi. Alcune opere astrologiche, come il Tetrabiblos di Claudio Tolomeo, l'Introductiorum di Albumasar, il Liber Vaccae (o Libro degli esperimenti) ed il famoso Picatrix, ebbero una enorme influenza sulla speculazione magica di quello che sarà il periodo rinascimentale.
Alcuni autori tuttavia, come Isidoro da Siviglia e più tardi Ugo da San Vittore, accomunavano la magia all'idolatria, in quanto scienza conferita dai demoni. È nel XIII secolo con Guglielmo d'Alvernia e Alberto Magno, che s'iniziò a porre l'accento sulla categoria della magia naturale, che tanta fortuna ebbe nei secoli immediatamente successivi. Sempre nel XIII secolo tornò in auge anche l'astrologia, con autori allora famosissimi come il forlivese Guido Bonatti, la cui influenza sarà notevole ancora nel XVI secolo.
Dante Alighieri condanna maghi ed indovini nella quarta bolgia dell'ottavo girone infernale, nel ventesimo canto dell'Inferno.

### Dal XV al XVIII secolo
(C.S. Lewis, L'abolizione dell'uomo, in «L'Umana avventura», n. 6, Jaca Book, aprile 1979, pag. 44, trad. di F. Marano)

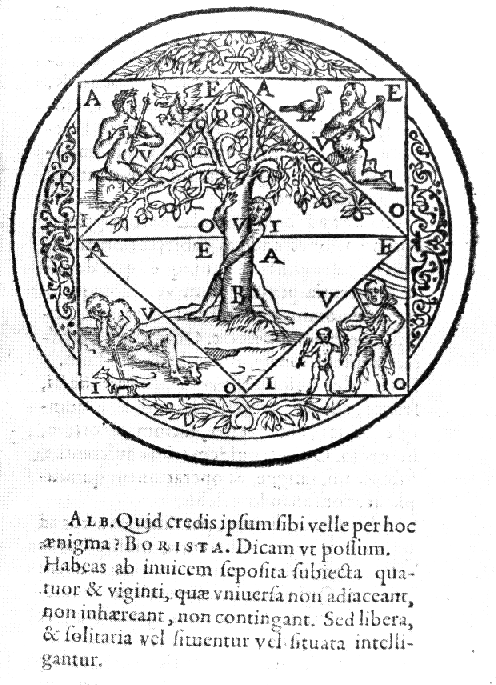
Illustrazione dal Cantus Circaeus di Giordano Bruno.

Il periodo che va dal XV agl'inizi del XVII secolo segna la grande rinascita della magia, in sostanziale parallelismo, come fa notare anche C. S. Lewis, con il crescere degli interessi scientifici. L'inizio di questa rivoluzione magica può essere considerata l'opera di traduzione che alcuni umanisti, il più importante dei quali fu Marsilio Ficino, fecero delle quattordici opere che formavano il cosiddetto Corpus Hermeticum, degli Oracoli caldaici e degli Inni orfici. Queste opere, attribuite dagli studiosi rinascimentali rispettivamente ad Ermes Trismegisto, Zoroastro ed Orfeo, erano in realtà raccolte di testi nate in età imperiale romana, che combinavano elementi neoplatonici, concetti ricavati dal Cristianesimo, dottrine magico-teurgiche e forme di gnosi mistico-magica.
Nel Rinascimento, sul substrato colto di dottrine neoplatoniche, neopitagoriche ed ermetiche si incardinò la riflessione speculativa magico-astrologica-alchemica, arricchita da idee derivanti dalla Cabala ebraica, come testimoniano emblematicamente le figure di Pico della Mirandola e Giordano Bruno. 

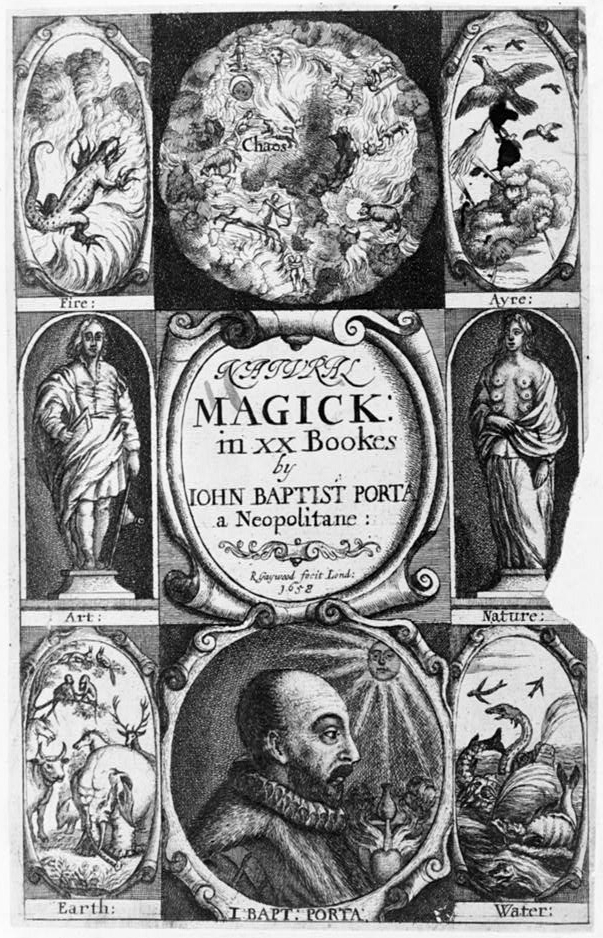
Frontespizio di un'edizione inglese del Magiae Naturalis di Giambattista della Porta (1658).

Il compendio forse più interessante per la magia rinascimentale è il De occulta philosophia di Cornelio Agrippa von Nettesheim. In questa opera il medico, astrologo, filosofo e alchimista tedesco definisce la magia «la scienza più perfetta», e la divide in tre tipi: naturale, celeste e cerimoniale, dove i primi due rappresentano la magia bianca, ed il terzo quella nera o necromantica.
Queste argomentazioni saranno riprese più tardi nel Magiae naturalis sive de miraculis rerum naturalium del napoletano Giovanni Battista Della Porta, il quale vede nella magia naturale il culmine della filosofia naturale, e nel Del senso delle cose e della magia di Tommaso Campanella. Altra importante figura nel contesto magico-alchemico rinascimentale è quella di Paracelso, la cui iatrochimica risente della simbiosi tra magia naturale e scienza sperimentale, tipica del XVI secolo.

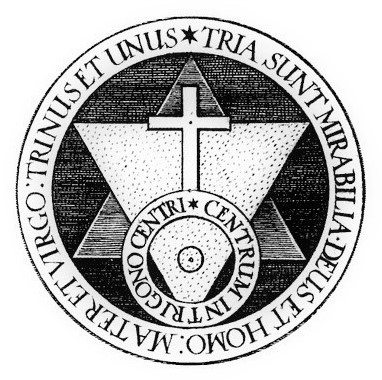
Stemma rosacrociano sulla Porta Magica a Roma

Proprio mentre la tradizione magica è al suo culmine, nel XVII secolo s'iniziano a vedere le avvisaglie di una nuova polemica contro la cultura magico-alchimistica, che caratterizzerà maggiormente il Secolo dei Lumi. Il precursore della condanna delle varie dottrine magiche in nome del sapere scientifico è da considerarsi Francesco Bacone. A partire da questo momento la magia inizierà un lento declino, favorito da pensatori come Cartesio e Hobbes e dallo sviluppo delle correnti filosofiche del meccanicismo, del razionalismo e dell'empirismo.
Nel XVIII secolo, con l'avvento dell'Illuminismo, la magia, definitivamente sconfitta nell'ambito della cultura dominante, venne relegata in una specie di limbo, nel quale tuttavia riuscì in qualche modo a sopravvivere, nell'ambito di correnti sotterranee rosacrociane e di alcuni settori della nuova massoneria.

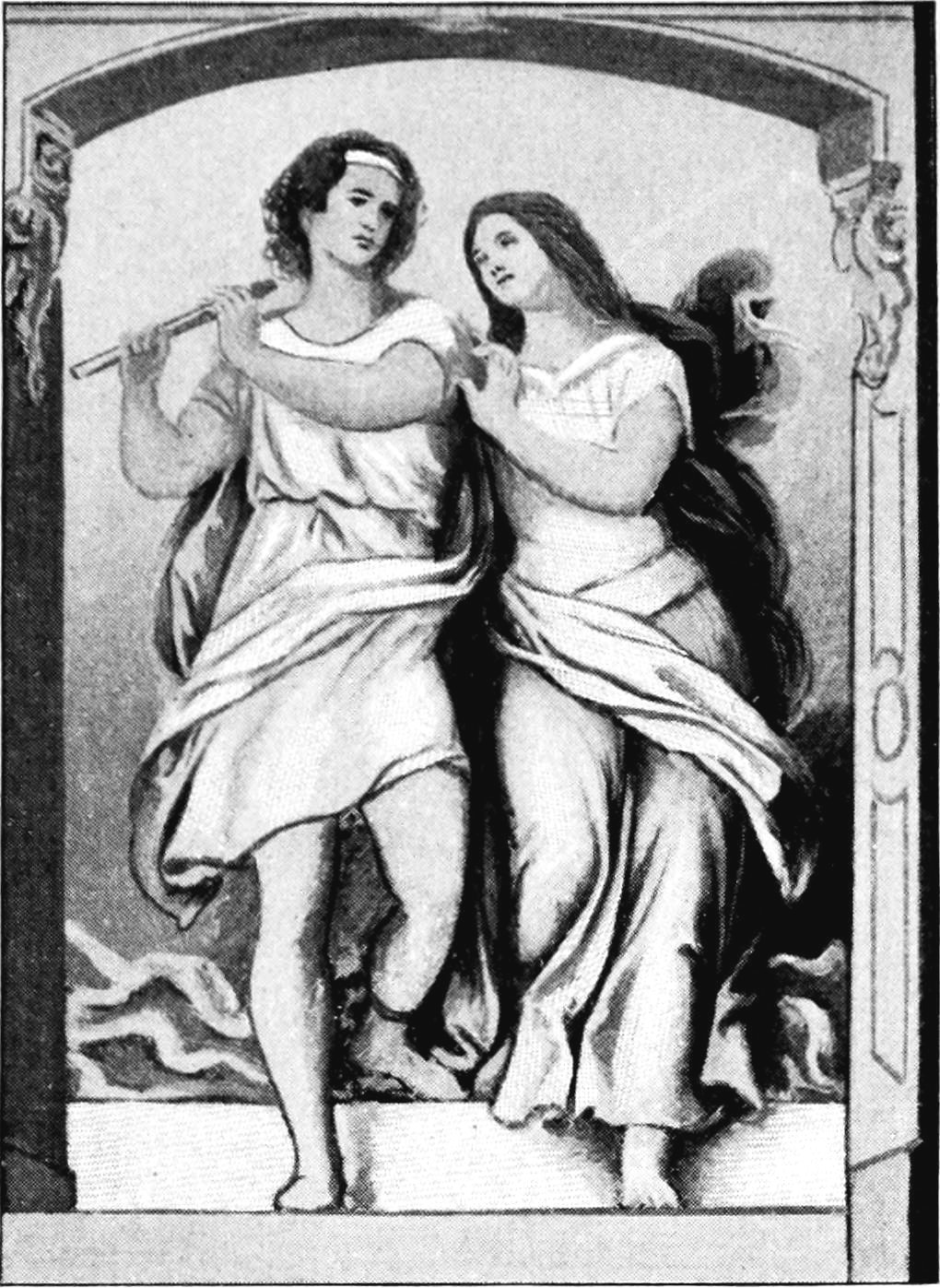
Illustrazione del Flauto magico di Mozart, opera ispirata ai rituali massonici e dell'antico Egitto.

In letteratura sono presenti varie figure di maghi come, ad esempio: le streghe (witches) nel Macbeth e Prospero ne La tempesta di William Shakespeare; la maga Alcina nell'Orlando Furioso di Ludovico Ariosto; la maga Armida nella Gerusalemme liberata di Torquato Tasso. Nel Settecento Johann Wolfgang Goethe rappresenta il protagonista del suo poema Faust come un erudito dottore che ha deciso di dedicarsi alle arti magiche, essendo rimasto deluso e annoiato della vita dopo aver invano cercato di penetrare i misteri dell'universo:
(Dal Faust di Goethe, prima parte, monologo iniziale, vv. 354-381)

### XIX secolo
Dopo l'epoca del Romanticismo, che recuperò i valori della spiritualità, dell'arte e dell'immaginazione, la seconda metà del XIX secolo è caratterizzata da un rinnovato interesse nei confronti dell'occultismo e dell'esoterismo magico. La figura che meglio incarna il revival delle scienze occulte nell'Ottocento è il mago Eliphas Lévi, nato Alphonse Louis Constant, la cui ricca produzione letteraria, nella quale si segnala Dogma e rituale dell'Alta Magia, influenzò grandemente la speculazione occultista del secolo successivo.
L'ultimo scorcio del secolo vide anche il sorgere di numerose organizzazioni e società segrete nelle quali la magia aveva un ruolo significativo, come l' Ordre Kabbalistique de la Rose-Croix fondato in Francia da Stanislas de Guaita, l' Hermetic Order of the Golden Dawn, fondato in Inghilterra da Samuel Liddell MacGregor Mathers, l' Ordo Templi Orientis, fondato in Germania da Franz Hartmann, e soprattutto la Società Teosofica, fondata negli Stati Uniti d'America da Helena Petrovna Blavatsky, in cui si ritrovano alcuni elementi che rimandano a una concezione magica dell'esistenza e dei rapporti con i mondi ultraterreni.

### Età contemporanea
Il panorama della magia dei nostri giorni è molto variegato e di difficile analisi sistematica, soprattutto a causa del coacervo sincretistico che caratterizza la maggior parte delle odierne dottrine magiche, esoteriche e occultistiche. In genere il substrato comune è costituito da alcune dottrine che si riallacciano alle tradizioni neoplatoniche, gnostiche, ermetiche, cabalistiche, astrologiche, alchimistiche e mitologiche antiche, sebbene connotate dall'esigenza di riadattarle all'età moderna come nel caso dell'antroposofia. Su quelle dottrine e sul pensiero dei moderni occultisti, da Madame Blavatsky a Gérard Encausse, da Samuel Liddell MacGregor Mathers ad Aleister Crowley, da G. I. Gurdjieff a Gerald Gardner, a Dion Fortune, a Eusapia Palladino, a Gustavo Rol sono nate tutta una serie di associazioni e gruppi esoterici, più o meno influenzati dalle nuove correnti della New Age, della Wicca, della Stregoneria Tradizionale e del Neopaganesimo.
In Italia uno degli ultimi celebri rappresentanti e divulgatori della teoria e della prassi magica fu Giuliano Kremmerz. Tra gli altri Julius Evola, intendendo la magia come attitudine superiore, e non come scienza operativa sui generis, la riteneva una forma di conoscenza iniziatica, che comporta la trasformazione interiore di chi la pratica. La vera magia è in particolare per Evola un modo di tradurre in prassi realizzativa i dettami della filosofia idealistica, per la quale l'Io è chiamato a «porre se stesso» attuando la propria potenza creatrice.

## Caratteristiche

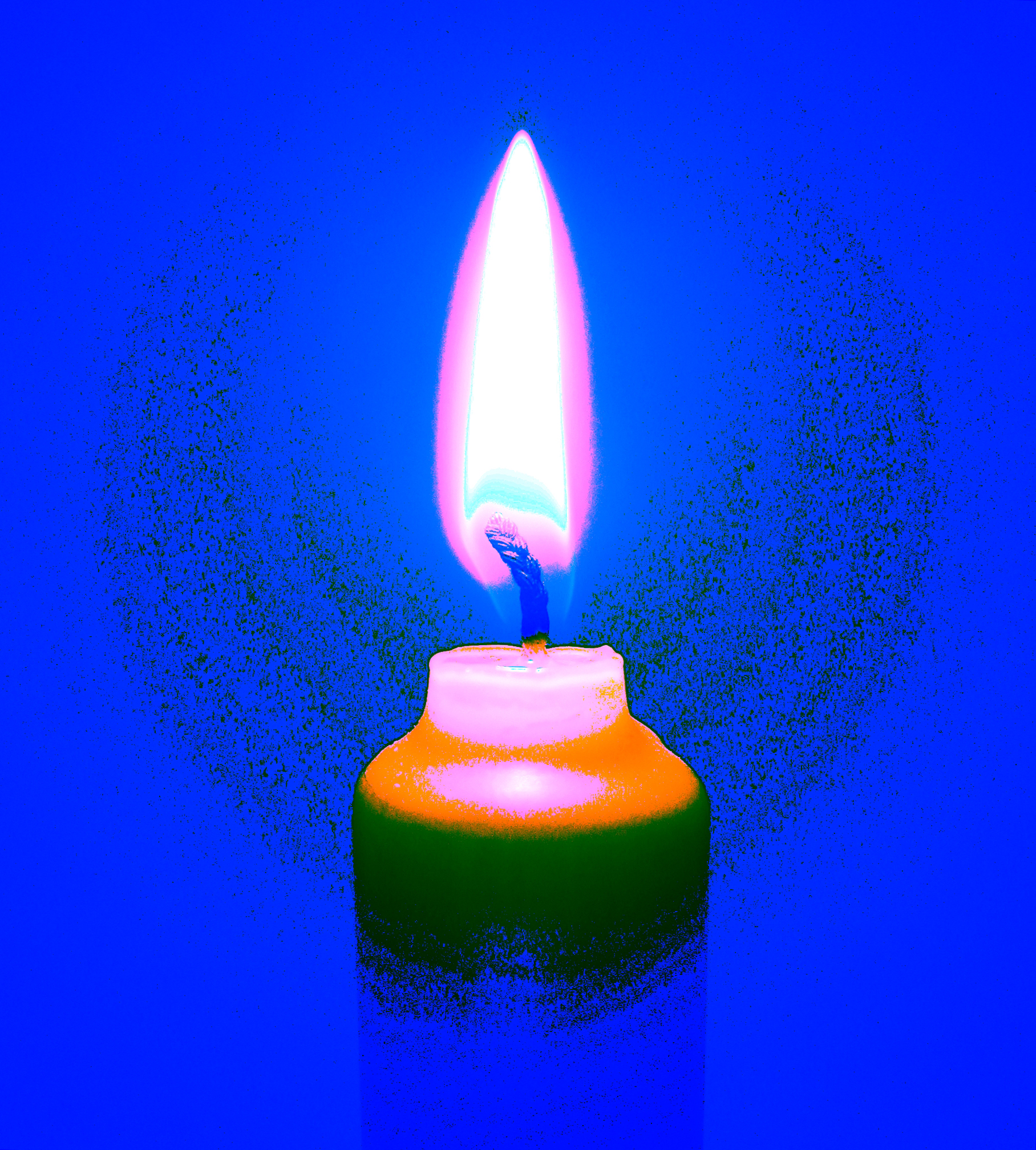
Immagine di una candela, ricorrente nei rituali di magia, in quanto sintesi dei quattro elementi: il fuoco per la fiamma, la terra per lo stoppino, l'aria per il fumo, e l'acqua per la cera disciolta.

La pratica della magia e la fiducia nelle sue possibilità presuppone una visione spirituale del mondo, tale per cui la realtà sia dominata da forze spirituali che per la loro stessa valenza possano essere ridestate, a partire in primo luogo dalla pronuncia dei loro nomi, compito originario di Adamo secondo la Genesi, così come Dio creò la Terra grazie alla potenza del Verbo.
L'intenzione con cui si utilizza il potere insito nelle parole magiche, se disinteressato o egoistico, determina la differenza tra i due tipi di magia, ovvero rispettivamente tra:
- la magia bianca, destinata alla lunga ad avere la meglio, perché contribuisce al perfezionamento e alla santificazione della creazione, che è di per sé ontologicamente buona;[20]
- la magia nera, dagli effetti più rapidi e immediati, ma che comporta la progressiva perdita dei poteri stessi del mago, soggetto a diventare vittima delle sue brame demoniache.[20]

Esiste inoltre un insieme di nozioni e pratiche facenti capo ad una categoria intermedia denominata magia rossa che non può essere definita né buona né cattiva, ma indirizzata ad ottenere uno scopo personale, il più delle volte a carattere sentimentale. Insieme agli altri due tipi di magia essa formerebbe una triade, una sorta di sintesi tra il bene ed il male, qualora questi due termini siano ritenuti non necessariamente contrapposti ma complementari. I sacerdoti persiani, ad esempio, o gli autori dei grimori, sapevano propiziarsi non solo gli spiriti più elevati a fini benefici, ma anche quelli malefici per rivolgere eventuali calamità contro i propri nemici.
All'aspetto positivo di un rituale può corrispondere così un risvolto negativo. Solitamente i riti magici utilizzano una combinazione tra le diverse tecniche. Nei casi in cui il mago, durante una pratica cerimoniale, ricorra all'intervento di un'entità soprannaturale, a seconda della natura di quest'ultima si entra nei campi della necromanzia, dello spiritismo e della demonologia, mentre l'arte di evocare o invocare potenze sovrumane benefiche (angeli, divinità, spiriti elementali ecc.) è più propriamente chiamata teurgia.
La stregoneria è generalmente associata alla magia nera, alla magia popolare, oppure al cosiddetto «sentiero della mano sinistra», tradizionalmente identificato col male, sebbene proprio la conoscenza di questo possa alle volte essere considerata una via per approdare al bene; il mago inoltre, per essere tale, dovrebbe dar prova di saper dominare le intelligenze diaboliche, anziché farsene sottomettere.

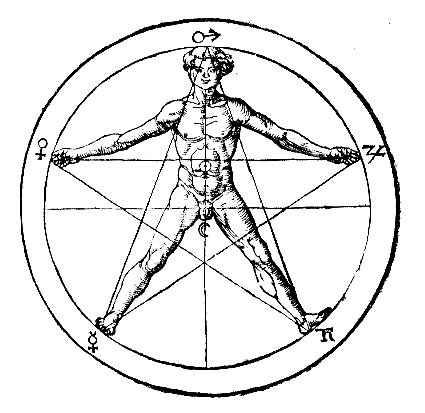
Un pentacolo, simbolo magico, con iscritto un corpo umano (dal De occulta philosophia di Heinrich Cornelius Agrippa).

Secondo Papus, «la Magia è l'applicazione della volontà umana dinamizzata alla rapida evoluzione delle forze viventi della Natura». In quanto tale, essa presuppone una preparazione ed un raffinamento della suddetta volontà, attraverso una progressiva rinascita in una nuova dimensione e concezione della vita, cioè un'iniziazione: così intesa la magia costituisce il nucleo di ogni forma di esoterismo.
La magia scaturita dall'iniziazione si prefigge lo scopo di partecipare all'attuazione cosmica dei piani divini, sia in maniera personale, sia ricorrendo ad un rito esteriore, sotto la guida di un maestro; si parla in questo caso di cerimonia di «Alta Magia», detta anche magia cerimoniale, la quale ricorre in genere a quattro operazioni fondamentali:
1. la consacrazione di oggetti per conferire loro un potere;
2. l'esorcismo o esecrazione per costringere forze malefiche ad abbandonare persone o cose;
3. l'invocazione ovvero una preghiera o una richiesta rivolta a un genio benefico;
4. l'evocazione di entità superiori affinché si manifestino.[20]

Per scegliere il momento più proprizio per la propria operazione, il praticante di magia cerimoniale è tenuto a conoscere non solo l'astrologia oraria, ma anche quella cabbalistica per associare certe ore, giorni o periodi di tempo a quegli angeli, arcangeli e spiriti planetari corrispondenti al risultato che si prefigge. Egli agisce in maniera impeccabile, munito in genere di una spada magica con cui tracciare un pentacolo o un cerchio sacro, avvalendosi inoltre di simboli e oggetti anch'essi corrispondenti alle suddette qualità determinate per via astrologica, e seguendo alle volte le istruzioni di un grimorio.
Per il suo sistema di analogie con cui ogni parte risulta collegata al tutto, la magia riproduce così in piccolo il macrocosmo universale; per questo motivo eventuali differenze della magia cerimoniale rispetto a quelle di tipo naturale, contadino, o stregonesco dipendono più che altro dalla competenza, volontà e orientamento di chi la pratica.

### Tecniche

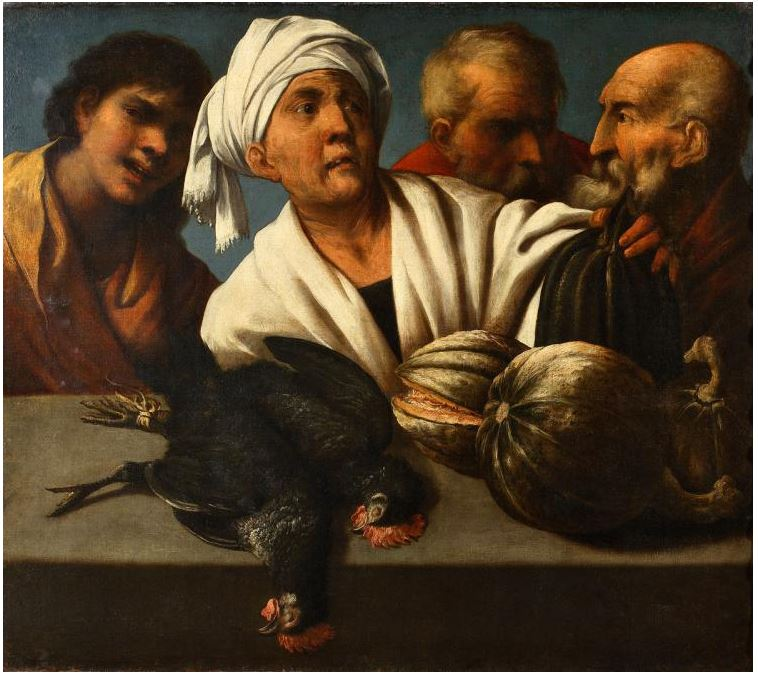
Scena di magia, di Pietro Della Vecchia (1650).

Le tecniche magiche possono essere raggruppate convenzionalmente in diverse categorie:
- La cosiddetta magia simpatica o d'incanalamento, in cui l'effetto magico è perseguito tramite l'utilizzo d'immagini od oggetti che possono essere usati, ad esempio come rappresentazione simbolica della persona cui si vuole fare del bene o si vuole nuocere, oppure per rappresentare lo scopo che ci si prefigge (ad esempio con l'uso di amuleti e talismani);[27]
  - da questa deriva la magia mimetica e quella omeopatica, basate sul principio di analogia, per cui il simile produce il simile: un esempio può essere rappresentato da alcuni popoli primitivi, i quali, prima di andare a cacciare, imitavano i movimenti, i versi ed i comportamenti in genere dell'animale che desideravano catturare.[27]
- La magia da contatto, caratterizzata dalla preparazione di pozioni e filtri magici, sacchettini da indossare, talismani o amuleti da portare con sé, creati utilizzando oggetti ed ingredienti più o meno naturali: si tratta di contagio perché l'effetto su una parte si ripercuote sull'intero.[27]
- Un'altra forma di pratica magica è l'incantesimo, che agisce tramite parole (un esempio tipico è abracadabra) o altre formule magiche.
- Vi è poi la categoria della divinazione, utilizzata per ricevere informazioni attraverso varie arti mantiche (come l'astrologia, la cartomanzia, la chiromanzia) oppure attraverso dei talenti propri dell'operatore, come ad esempio attraverso i presagi, o nella preveggenza e nella medianicità.

## Interpretazioni
La magia, in quanto fenomeno ubiquitario che ha accompagnato la civiltà umana dagli albori, è stata ed è oggetto di studio da parte delle scienze sociali, prime fra tutte l'antropologia culturale, l'etnologia e la psicologia. Le tematiche affrontate nello studio della magia solitamente riguardano la sua relazione con la scienza e la religione, la sua funzione sociali e la natura del suo pensiero.

### Evoluzionismo

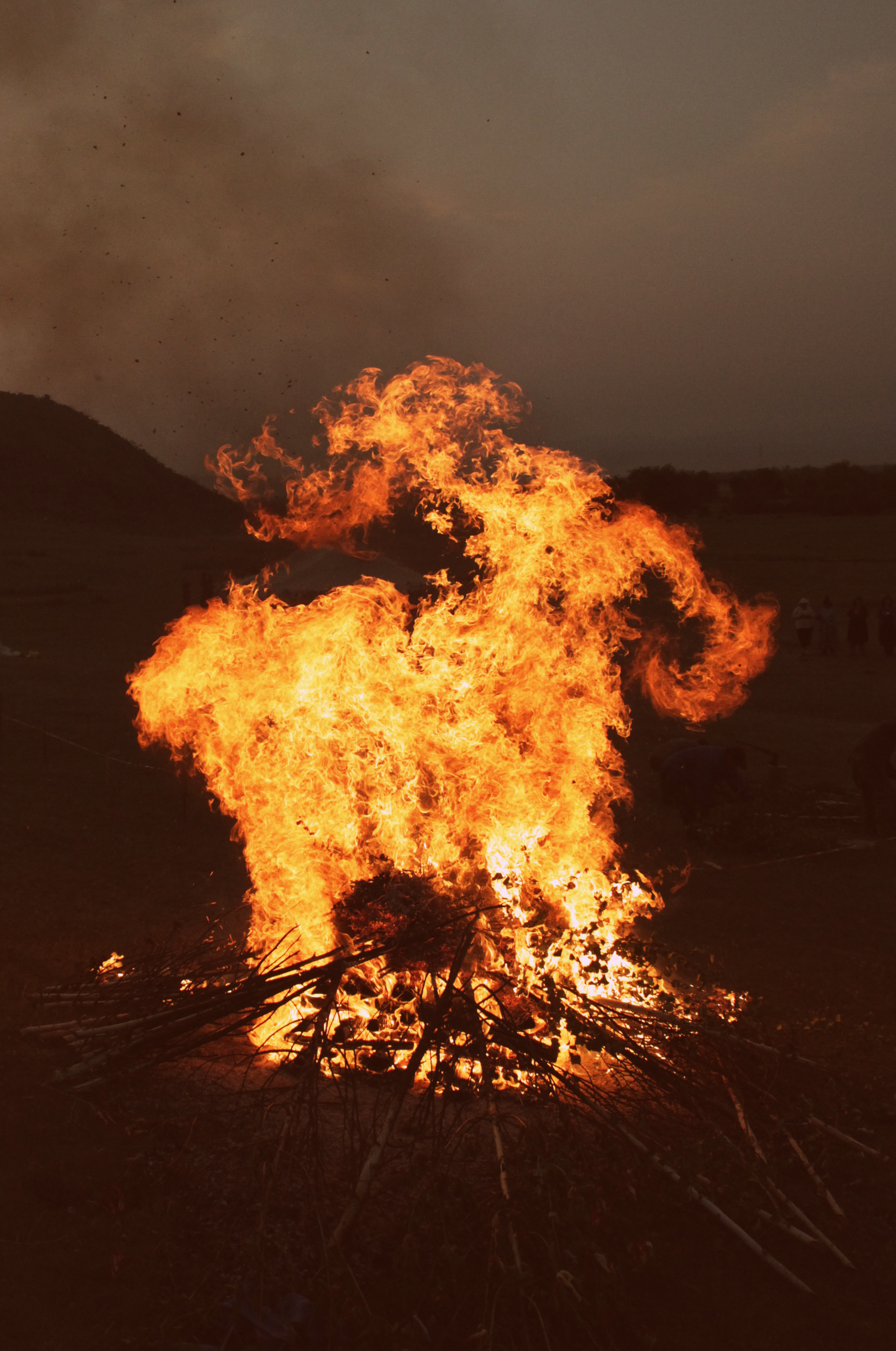
Un falò che assume le sembianze di un capro durante un rituale sciamanico.

Nel 1871 Edward Burnett Tylor nella Cultura dei primitivi arrivò alla conclusione che la magia fosse una «scienza sbagliata» in quanto non in grado di distinguere i rapporti causa-effetto da quelli propriamente temporali. Vicino alla posizione tyloriana fu James George Frazer, il quale, nel Ramo d'oro, pur considerando la magia un primo stadio nello sviluppo della civiltà, ebbe il merito di fornire una prima classificazione della magia. Egli distinse i processi magici in:
- simpatetici/imitativi, basati sulla credenza che il simile agisca sul simile, quando ad esempio ci si travesta da animale per propiziarsi il successo nella caccia;
- e contigui/contagiosi, basati sulla credenza che due o più oggetti rimasti a lungo in contatto possono continuare a interagire tra loro anche se distanti: ad esempio ciocche di capelli, oppure oggetti appartenenti alla persona su cui gettare il malocchio.

### Scuola sociologica francese
L'etnologo francese Lucien Lévy-Bruhl giudicò le culture cosiddette primitive come guidate esclusivamente da una visione magico-mistica del mondo, quindi prescientifica, nella quale si ritiene che ogni cosa si possa trasformare in qualsiasi momento in un'altra. Agl'inizi del XX secolo Henri Hubert e Marcel Mauss pubblicarono Teoria generale della magia. In quest'opera i due etnologi francesi assunsero un orientamento più sociologico rispetto al passato, rivolgendo la loro attenzione non tanto alla struttura dei riti magici, quanto al contesto sociale nel quale questi si svolgono. Hubert e Mauss studiarono anche i rapporti della magia con la scienza e la religione, ravvisando tra loro delle analogie in virtù dei terreni comuni di intervento: la natura riguardo a scienza e magia, ed il sacro per religione e magia.
Anche Émile Durkheim intervenne nella discussione dei rapporti tra magia e religione. Nel suo Le forme elementari della religione afferma che la magia essendo per sua natura una pratica privata e quasi segreta, non può essere paragonata alla religione, che è un fenomeno sociale e prettamente collettivo.

L'attenzione degli studi antropologici sul fenomeno magico si è basata fondamentalmente su due costanti interagenti e soggiacenti il rituale magico ed interagenti: sistema di simboli e comunicazione sociale.

Un notevole contributo in questa direzione è venuto da Claude Lévi-Strauss. In Antropologia strutturale lo studioso dedica un saggio dal titolo Lo stregone e la sua magia all'universo simbolico della magia. La funzione semantica del concetto magico è alla base dell'esempio riportato da Levi-Strauss sulla base di un racconto di Franz Boas. I casi di guarigione magica per opera dello sciamano Quesalid dimostrano, secondo l'antropologo francese, che ogni atto magico presuppone l'esistenza di un rituale basato su segni, che abbiano un significato per la collettività che partecipa all'esperimento magico e ne condivide la speranza di riuscita.

### Scuola inglese
All'antropologo inglese Alfred Reginald Radcliffe-Brown si deve la prima disamina seria del concetto di mana, utilizzato per la prima volta dall'etnologo Robert Codrington. Questa forza non individualizzata insita in tutte le cose permea l'atto magico (il rituale), chi lo compie (lo sciamano), quanti vi assistono (la società) e l'ambiente in cui viene svolta l'azione (la natura). L'accento posto da Radcliffe-Brown sul valore rituale e sociale della magia, contrapponendolo al già presupposto legame tra magia e scienza, condizionò la successiva discussione sull'argomento.
Un'altra opera che ebbe una considerevole risonanza fu Stregoneria, oracoli e magia tra gli Azande, scritta nel 1937 da Edward Evan Evans-Pritchard. La ricerca da lui effettuata nel Sudan sud-occidentale lo portò a conclusioni vicine a quelle del Radcliffe-Brown. Anche l'Evans-Pritchard teorizzò la centralità del contesto sociale nel quale la magia si esplica e l'assenza di un legame tra scienza e magia, in quanto l'obiettivo finale del rituale magico non consisterebbe nel modificare la natura, ma nel contrastare i poteri di streghe o maghi.

### Funzionalismo
Un contributo fondamentale alla interpretazione della magia dal punto di vista antropologico lo diede Bronisław Malinowski. Nel suo Magia, scienza, religione, lo studioso polacco nega qualsiasi contatto della magia con la pratica empirica, che vede come entità separate. Famoso l'esempio della canoa, durante la costruzione della quale l'artefice non ha bisogno della magia per l'esecuzione tecnica del natante, che reggerebbe il mare comunque, ma il rituale magico interviene durante il lavoro come sussidio rassicurante. L'atto magico sarebbe quindi l'espressione simbolica di un desiderio, completamente slegato dal rapporto causa-effetto, che è comunque tenuto ben presente. Sulla scia di Malinowski, gli antropologi successivi hanno sottolineato che il ricorso alla magia si avrebbe solitamente in presenza di fenomeni inesplicabili, davanti ai quali le pratiche empiriche sono considerate impotenti.

### La Magia secondo De Martino
Una posizione interessante e diversa rispetto a quella del funzionalismo è quella dell'antropologo italiano Ernesto de Martino, il quale sosteneva che l'universo magico facesse da mediatore con la concezione dell'aldilà e con la paura delle persone di perdere la presenza.
Nei suoi studi nel Mezzogiorno d'Italia nel 1948 egli rivelò come, davanti ad una grave crisi, come la morte di una persona cara, la magia, assieme ad una buona pianificazione sociale, consentisse di incanalare il dolore per riscattarsi dagli istinti animali.

### Psicologia
La natura della magia è stata studiata anche dal punto di vista psicologico. Basandosi sulle teorie evoluzioniste del Frazer, studiosi come Wilhelm Wundt, Gerardus van der Leeuw e soprattutto Sigmund Freud accostarono il pensiero magico dell'uomo primitivo a quello del bambino, il quale ritiene che la realtà sia influenzabile secondo i suoi pensieri ed i suoi desideri. Più recentemente anche Ernesto De Martino ne Il mondo magico pone l'accento su alcuni fenomeni tipici di pratiche sciamaniche, quali la spersonalizzazione e lo scatenamento di impulsi incontrollabili.

## Il rapporto con la religione
La questione se la magia sia concettualmente diversa dalla religione, o se invece possa essere assimilata a questa, è dibattuta. Nella magia l'uomo cercherebbe di imporre la propria volontà al divino, mentre nella religione sarebbe l'uomo a sottomettersi al volere della divinità, ma i due ambiti tendono spesso a sovrapporsi, con atteggiamenti simili di fronte al mistero della creazione, e riconoscendo entrambe l'esistenza di uno o più esseri spirituali.
A seconda dell'uso che se ne fa, la magia bianca si avvicinerebbe ai rituali della religione, quando attraverso l'azione di un medium o di un intermediario si proponga di evocare entità superiori di sommo livello, intervenendo unicamente per recare beneficio ad altri. Chi, al contrario, si serva della magia per imporre il proprio volere in maniera palese oppure occulta, tendendo a distorcere il normale corso degli eventi, è facilmente associato a quella nera di tipo «diabolico» (termine derivante dal greco dia-ballo, «dividere», che avrebbe un significato opposto rispetto a «religione», dal latino re-ligare, «unire»).
Circa il rapporto con la religione, un contributo alla definizione di magia è stato fornito dallo studioso italiano di antropologia religiosa e di storia delle religioni Alfonso Maria Di Nola. Secondo costui la magia si distingue dal fenomeno religioso «per la sua efficacia automatica, per la sua destinazione utile immediata e per l'attitudine a dominare o controllare la realtà». Nella magia dunque si realizzerebbe una volontà di dominio o controllo della realtà attraverso una manipolazione del sovrannaturale, e quindi un sostanziale ribaltamento della prospettiva religiosa in cui l'uomo si riconosce dipendente dal sovrannaturale.

### Monoteismo
Ufficialmente, Ebraismo e Cristianesimo considerano la magia un'attività proibita, equiparandola alla stregoneria, ed hanno spesso perseguitato i loro praticanti. Nell'Islamismo è ammessa invece la magia bianca, mentre si condanna quella nera, ritenuta malvagia.
Altre tendenze nel pensiero monoteista hanno respinto tutte le forme di magia, sia in quanto opera dei demoni, oppure ritenendole niente più che illusioni ed inganni disonesti. Alcuni paventano che la recente popolarità della «teologia della prosperità», di origine statunitense, costituisca un ritorno al pensiero magico all'interno del Cristianesimo. Già il Cristianesimo gnostico, peraltro, possedeva una forte componente mistica, e pur evitando la pratica della magia, prediligeva i rituali più nobili della teurgia, ossia di elevazione e ricongiungimento al divino.

#### Cristianesimo
La Bibbia si esprime più volte in termini perentori contro il ricorso a pratiche magiche:
- «Non lascerai vivere colui che pratica la magia» Esodo, 22,17[38]
- «Samuele era morto e tutto Israele aveva fatto il lamento su di lui; poi l'avevano seppellito in Rama sua città. Saul aveva bandito dal paese i negromanti e gl'indovini», I Libro di Samuele, 28, 3[39]
- «In quel giorno – dice il Signore – distruggerò […] Ti strapperò di mano i sortilegi e non avrai più indovini. Distruggerò […]», Michea, 5, 9 – 14[40]
- «Molti di quelli che avevano abbracciato la fede venivano a confessare in pubblico le loro pratiche magiche e un numero considerevole di persone che avevano esercitato le arti magiche portavano i propri libri e li bruciavano davanti a tutti. Ne fu calcolato il valore complessivo e trovarono che era di cinquantamila dramme d'argento», Atti degli Apostoli, 19, 18-19[41][42]

La magia era quindi inaccettabile per la Chiesa cattolica e fin dagli inizi erano ammesse solo pratiche di devozione, come l'utilizzo di reliquie o acqua benedetta.
L'attuale Catechismo della Chiesa cattolica tratta della divinazione e della magia nella parte terza, sezione seconda.
Benché sia prevista la possibilità dell'ispirazione della divina profezia, in esso si rifiutano "tutte le forme di divinazione". Nella sezione "pratiche di magia e stregoneria" le pratiche "di dominare i poteri occulti" al fine di "avere un potere soprannaturale sugli altri" sono denunciate come "gravemente contrarie alle virtù della religione".

#### Islam
La magia è pienamente riconosciuta nel mondo islamico. Essa può essere considerata una "tecnica", rispondente a sue proprie leggi, agenti per preciso disposto divino, che fa uso dei cosiddetti sihr, ovvero incantesimi o sortilegi, in grado di servirsi dei ginn, spiriti intermedi menzionati esplicitamente nel Corano, qualora siano benevoli.
Si condanna tuttavia la magia nera o saḥr shayṭānī, che ricorre ai ginn diabolici.